# Cossacks
Cossacks (englisch für Kosaken) ist eine vom ukrainischen Studio GSC Game World entwickelte Reihe an Strategiespielen, die sich an der realen europäischen Geschichte des 17. und 18. Jahrhunderts orientiert. Am 30. November 2000 erschien der erste Teil, Cossacks: European Wars. Am 20. September 2016 erschien der bisher letzte Teil, Cossacks 3. Die Serie umfasst drei Hauptspiele sowie drei Add-ons und einige DLCs.
Bekannt ist die Reihe für die Darstellung einer großen Menge an Einheiten (möglich sind bis 64.000 Einheiten), die der Spieler in Echtzeit auf dem Bildschirm steuern kann. Das Spielprinzip änderte sich im Laufe der Jahre mehrmals von Echtzeitstrategiespiel mit hohem Anteil an Ressourcenmanagement in Cossacks: European Wars hin zum eher an der Total-War-Reihe angelehnten Spielprinzip (Rundenstrategie auf einer Weltkarte und Echtzeittaktik in den Schlachten) in Cossacks 2: Napoleonic Wars, während der dritte Teil wieder die Spielmechaniken des ersten Teils aufgriff. 

## Teile und Ableger der Serie
- Cossacks: European Wars (30. November 2000)
  - Cossacks: The Art of War (12. November 2001)
  - Cossacks: Back to War (20. September 2002)
- Cossacks 2: Napoleonic Wars (21. März 2005)
  - Cossacks 2: Battle for Europe (21. Juni 2006)
- Cossacks 3 (20. September 2016)

Der Ableger American Conquest, das ebenso von GSC Game World entwickelt wurde, orientiert sich an den Spielmechaniken des ersten Cossacks und behandelt die Eroberung und Kolonisation Amerikas durch die europäischen Nationalstaaten.

## Cossacks: European Wars
Mit Cossacks: European Wars erschien im November 2000 der erste Teil der Reihe. Das Spiel wurde von Publisher CDV für Windows-PCs veröffentlicht und wurde weltweit über 2,5 Millionen Mal verkauft. Es umfasst 16 europäische Nationen des 17. und 18. Jahrhunderts, welche sich vor allem in der Architektur der Gebäude sowie den Einheiten und verfügbaren Technologien unterscheiden. Das Spiel bietet dabei fünf Kampagnen und zehn Einzelszenarien an.
Im November 2001 sowie im Oktober 2002 folgten die Add-ons The Art of War und Back to War, die das Einheitenmaximum noch einmal verdoppelten. Cossacks: The Art of War führte zudem einen Editor ein, der es dem Spieler ermöglichte, eigene Missionen zu erstellen. 
Im Oktober 2003 wurden alle drei Titel in der gemeinsamen Cossacks Anthology veröffentlicht. 

### Cossacks: The Art of War
Cossacks: The Art of War ist die erste Erweiterung zu Cossacks: European Wars. Diese brachte neuartige Ergänzungen, die in späteren Echtzeit-Strategiespiel von GSC Game World Standard waren. Das automatische Besetzen der Minen von Bauern, welche die Minen errichteten, sowie Blockhäuser sind z. B. zwei Ergänzungen, die man auch im Echtzeit-Strategiespiel American Conquest (ebenfalls von GSC Game World) vorfindet. Das Add-On erweitert das Spiel um zwei neue Nationen und lieferte fünf neue Kampagnen sowie sechs Einzelmissionen. Im Dezember 2001 wurden European Wars und The Art of War gemeinsam in einer Gold Edition veröffentlicht.

### Cossacks: Back to War
Cossacks: Back to War ist ein von GSC Game World entwickeltes, eigenständig lauffähiges Add-on (Standalone) zu Cossacks: European Wars, das wieder auf historischem Hintergrund basiert. Es wird somit kein anderes Cossacks-Produkt zum Spielen benötigt. In dieser Version der Reihe können 20 Nationen zwischen dem 16. und dem 18. Jahrhundert kommandiert werden.

## Cossacks II: Napoleonic Wars
Cossacks II: Napoleonic Wars erschien im April 2005 und ist der Nachfolger der mehrfach preisgekrönten Echtzeitstrategiespiele Cossacks und American Conquest. Das Spiel hat die napoleonischen Kriege zum Vorbild und macht den Spieler in Personalunion zum Herrscher und General einer von sechs Großmächten.
Die Fortsetzung wurde auf der Basis von GSCs neuer 3D-Grafik-Engine entwickelt, welche eine fließende Kombination von 2D- und 3D-Grafiken im Spiel ermöglicht. Die neue Engine erlaubt ein (2-faches) Herauszoomen aus der Schlacht und bietet somit deutlich mehr Übersicht. Sie ermöglicht, bis zu 64.000 Einheiten auf einer Karte darzustellen. Außerdem sorgt eine 3D-Physik-Engine für realistische Flugbahnen bei allen Geschosstypen.
Dem Spieler stehen sechs Nationen zur Auswahl. Darunter ist das napoleonische Frankreich und dessen Gegner, die europäischen Großmächte England, Preußen, Österreich und Russland sowie Ägypten. Mit der Begrenzung auf sechs Nationen gehen die Entwickler neue Wege. Dies hat zur Folge, dass sich die Nationen viel deutlicher unterscheiden sollen, als die Nationen in den Vorgängern Cossacks und American Conquest. Jede Nation hat eigene Einheiten (die sich nicht nur durch die Uniformfarbe und einige Parameter unterscheiden), eine eigene Architektur und einen eigenen Entwicklungsstrang. Jedoch wurden Schiffe aus dem Spiel entfernt.

### Bewertungen in Spielezeitschriften
- PC PowerPlay 05/05 63 %

### Cossacks II: Battle for Europe
Cossacks II: Battle for Europe erschien im Juni 2006 und ist die Erweiterung zu Cossacks: Napoleonic Wars. Die Erweiterung ist eine Standalone und funktioniert somit ohne vorherige Installation des Hauptspieles. Es unterscheidet sich durch den Schlachtenmodus „Europa“ von Napoleonic Wars. Die Europa-Karte wurde um sieben Provinzen und um die drei Nationen Spanien, dem Herzogtum Warschau und dem Rheinbund ergänzt. Als neue Schlachten wurden Borodino, Waterloo und die Völkerschlacht bei Leipzig hinzugefügt.

## Cossacks 3
Am 20. September 2016 erschien Cossacks 3, welches eine Neuauflage von Cossacks ist. Es basiert auf den Spielen vor Cossacks II: Napoleonic Wars, diesmal aber erstmals in 3D. Das Spiel erschien für Windows, Mac OS und Linux.